# Brazieria minuscula
Brazieria minuscula là một loài ốc hô hấp trên cạn, là động vật thân mềm chân bụng có phổi sống trên cạn thuộc họ Zonitidae. Đây là loài đặc hữu của Micronesia.